# Spoorlijn Busigny - Hirson
De Spoorlijn Busigny - Hirson was een Franse spoorlijn van Busigny naar Hirson. De lijn was 54,6 km lang en heeft als lijnnummer 238 000.

## Geschiedenis
De lijn werd aangelegd door de Compagnie des chemins de fer du Nord en geopend op 10 mei 1885. Het reizigersverkeer werd opgeheven op 27 juli 1959. Goederenvervoer heeft plaatsgevonden tussen Busigny en Boué tot 1992, tussen Boué en Le Nouvion tot 1 juli 1987, tussen Le Nouvion en La Capelle tot 4 februari 1974 en tussen La Capelle en Hirson tot september 1987.

## Aansluitingen
In de volgende plaatsen is of was er een aansluiting op de volgende spoorlijnen:
Busigny
RFN 242 000, spoorlijn tussen Creil en Jeumont
RFN 242 311, raccordement van Busigny-Sud
RFN 229 000, spoorlijn tussen Busigny en Somain
Wassigny
RFN 236 000, spoorlijn tussen Laon en Le Cateau
Ohis-Neuve-Maison
RFN 237 000, spoorlijn tussen Flavigny-le-Grand en Ohis-Neuve-Maison
Hirson
RFN 212 000, spoorlijn tussen Hirson en Amagne-Lucquy
RFN 223 000, spoorlijn tussen Charleville-Mézières en Hirson
RFN 229 000, spoorlijn tussen La Plaine en Anor